# Ali Barbouyou et Ali Bouf à l'huile
Ali Barbouyou et Ali Bouf à l'huile es un cortometraje mudo francés de 1907 de Georges Méliès. Fue distribuido por la Star Film Company de Méliès y recibe la numeración 1014 al 1017 en sus catálogos. Solo sobrevive un fragmento de la película, considerándose como parcialmente perdida.

## Trama
El catálogo americano de Méliès relata el siguiente argumento, que cubre la parte de la película que se cree perdida: Un pintor trabaja en un retrato de cuerpo entero de una mujer vestida de forma exótica, con la ayuda de una botella de whisky. De repente se da cuenta de que, cada vez que deja la botella, su sirviente también le está robando un trago. El pintor va a esconder la botella de whisky y el criado aprovecha para beber todo el contenido de otras dos botellas. El pintor regresa justo cuando los dolores de estómago del sirviente le hacen darse cuenta de que estas dos botellas no contenían whisky, sino pintura. El pintor enojado golpea al sirviente y finalmente lo golpea con un sable. El sirviente cae inconsciente. El pintor, pensando que ha asesinado accidentalmente a su sirviente, apresuradamente mete el cuerpo en un baúl cercano y bebe hasta quedarse dormido. Cuando el pintor duerme en su estupor de borrachera, el sirviente se escapa del baúl, justo cuando la mujer cobra vida y sale de su cuadro. Ella le gasta una serie de bromas al sirviente, que culminan vertiendo un balde de líquido blanco sobre su cabeza.
El fragmento sobreviviente de la película muestra a la mujer regresando a su marco y convirtiéndose nuevamente en una pintura. El pintor se despierta y se asombra al ver al sirviente golpeando el cuadro con la escoba. El pintor le da al criado una segunda paliza. El fragmento concluye con una acción no mencionada en el catálogo: el pintor finalmente decapita a su criado, metiendo la cabeza y el cuerpo en el mismo baúl que había utilizado antes. El cuerpo del sirviente, sujetándose la cabeza, sale de la caja y se aleja. El pintor, aterrorizado ante la vista, salta directamente a su cuadro y desaparece.

## Producción y temas
La trama de Delirio en un estudio se hace eco de la de una película anterior de Méliès, Le Portrait spirite (1903), mientras que el escenario orientalista puede indicar inspiración en las pinturas de Eugène Delacroix. Méliès y un colaborador frecuente, un actor anunciado como Manuel, interpretan al amo (Ali Barbouyou) y al sirviente (Ali Bouf-à-l'huile), respectivamente. Los efectos especiales de la película se trabajan con empalmes y fundidos de sustitución. El escenario, particularmente detallado incluso para los elaborados estándares de Méliès, incluye un gran marco que Méliès había utilizado anteriormente en otras películas, incluido Le Portrait mystérieux.
Una guía del Centre national de la cinématographie señala sobre la obra de Méliès que, si bien el salto final a la pintura tiene un estilo muy melièsiano, esta es una de las pocas películas de Méliès en las que una desaparición mágica no es seguida por un regreso final que sugiere un llamado a telón. Otros ejemplos sin una reaparición final incluyen Bob Kick, l'enfant terrible (1903), La Guirlande merveilleuse (1903) y Satanás en Prison (1907), suponiendo que los finales de esas películas estén completos en las copias que se conservan.